# Jahnhöhle
Die Jahnhöhle (auch Jahnshöhle) befindet sich in den Klausbergen im Norden der Stadt Halle (Saale) im Stadtteil Trotha, unmittelbar am Ufer der Saale. Ihre Entstehung ist auf Verwitterungsprozesse und Sickerwasserwirkung entlang von Gesteinsklüften im hier anstehenden Porphyr zurückzuführen.
Die Höhle trägt ihren Namen nach Friedrich Ludwig Jahn, dem späteren Turnvater Jahn. Jahn hielt sich in seiner halleschen Studentenzeit (1796–1800) hier mehrere Tage vor anderen Studenten – wohl aus Studentenverbindungen – versteckt. In der Höhle hat Jahn eine seiner ersten Schriften verfasst „Über die Beförderung des Patriotismus im Preußischen Reiche“. Nach der preußischen Niederlage in der Schlacht bei Jena und Auerstedt war Jahn unter den Verteidigern Halles. Dass er sich danach vor den französischen Truppen in der Höhle versteckt hielt, ist eine Legende und nicht bestätigt.
Die Höhle ist heute kleiner als zur damaligen Zeit, da ein Teil bei der Verbreiterung der Saale zerstört wurde. Zur Höhle führt eine steinerne Treppe hinab. Sie beginnt am Wanderweg auf halber Höhe zwischen den Klausbergen und dem Steilufer der Saale. Im Jahre 1878 wurde oberhalb der Höhle eine Gedenktafel mit dem Bildnis Jahns angebracht. Sie trägt in Kreuzesform auch die vier Turner-F, die für „frisch, fromm, fröhlich, frei“ stehen, dem frühen Wahlspruch deutscher Turner.
Im Denkmalverzeichnis der Stadt Halle ist die Bronzetafel unter der Erfassungsnummer 094 97035 als Kleindenkmal verzeichnet.